# بيترو دي باتيستا
بيترو دي باتيستا (بالإنجليزية: Simone De Battista)‏ هي ممثلة مالطية، ولدت في 14 نوفمبر 1977.